# Tebenna bradleyi
Tebenna bradleyi là một loài bướm đêm thuộc họ Choreutidae. Nó được tìm thấy ở New Zealand.
Ấu trùng ăn Cirsium vulgare. They have been recorded on rosettes throughout the growing season và feed on the leaves.
Chúng được xem như đồng âm của Tebenna micalis.